# Шампањ ет Фонтен
Шампањ ет Фонтен (фр. Champagne-et-Fontaine) насеље је и општина у југозападној Француској у региону Аквитанија, у департману Дордоња која припада префектури Периже.
По подацима из 2011. године у општини је живело 397 становника, а густина насељености је износила 15,85 становника/km². Општина се простире на површини од 25,04 km². Налази се на средњој надморској висини од 95 метара (максималној 169 m, а минималној 77 m).

## Демографија
| 1962. | 1968. | 1975. | 1982. | 1990. | 1999. | 2011. |
| ----- | ----- | ----- | ----- | ----- | ----- | ----- |
| 545   | 600   | 511   | 477   | 415   | 431   | 397   |

График промене броја становника у току последњих година